# Hitosasiyubi-one
Hitosasiyubi-one är en bergstopp i Antarktis. Den ligger i Östantarktis. Norge gör anspråk på området. Toppen på Hitosasiyubi-one är 1 720 meter över havet, eller 546 meter över den omgivande terrängen. Bredden vid basen är 5,5 km.
Terrängen runt Hitosasiyubi-one är varierad. Trakten är obefolkad. Det finns inga samhällen i närheten. 